# Chinese Taipei Open 2005
Die Chinese Taipei Open 2005 im Badminton fanden vom 15. bis zum 20. November 2005 in Taipeh im Taipei Physical Education Indoor Stadium in der Tun Hua North Road statt. Das Preisgeld betrug 80.000 US-Dollar, was dem Turnier zu einem Drei-Sterne-Status im Grand-Prix-Circuit verhalf.

## Sieger und Platzierte
| Disziplin    | Gold                          | Silber                               | Bronze                       |
| ------------ | ----------------------------- | ------------------------------------ | ---------------------------- |
| Herreneinzel | Lee Hyun-il                   | Shon Seung-mo                        | Yohan Hadikusumo Wiratama    |
| Herreneinzel | Lee Hyun-il                   | Shon Seung-mo                        | Park Sung-hwan               |
| Dameneinzel  | Tracey Hallam                 | Seo Yoon-hee                         | Chien Yu-chin                |
| Dameneinzel  | Tracey Hallam                 | Seo Yoon-hee                         | Cheng Shao-chieh             |
| Herrendoppel | Tony Gunawan Halim Haryanto   | Mathias Boe Carsten Mogensen         | Lin Wei-hsiang Lu Feng-chieh |
| Herrendoppel | Tony Gunawan Halim Haryanto   | Mathias Boe Carsten Mogensen         | Hendra Gunawan Joko Riyadi   |
| Damendoppel  | Cheng Wen-hsing Chien Yu-chin | Kellie Lucas Kate Wilson-Smith       | Chien Hsui-lin Chiu Yi-ju    |
| Damendoppel  | Cheng Wen-hsing Chien Yu-chin | Kellie Lucas Kate Wilson-Smith       | Chang Yun-ju Cheng Hsiao-yun |
| Mixed        | Cheng Wen-hsing Tony Gunawan  | Devin Lahardi Fitriawan Vita Marissa | Wang Chia-min Wang Pei-rong  |
| Mixed        | Cheng Wen-hsing Tony Gunawan  | Devin Lahardi Fitriawan Vita Marissa | Chien Yu-chin Tsai Chia-hsin |

## Finalergebnisse
| Disziplin    | Sieger                        | Finalist                             | Ergebnis     |
| ------------ | ----------------------------- | ------------------------------------ | ------------ |
| Herreneinzel | Lee Hyun-il                   | Shon Seung-mo                        | 15-13, 15-5  |
| Dameneinzel  | Tracey Hallam                 | Seo Yoon-hee                         | 11-9, 11-7   |
| Herrendoppel | Tony Gunawan Halim Haryanto   | Mathias Boe Carsten Mogensen         | 15-13, 15-13 |
| Damendoppel  | Chien Yu-chin Cheng Wen-hsing | Kate Wilson-Smith Kellie Lucas       | 15-8, 17-14  |
| Mixed        | Tony Gunawan Cheng Wen-hsing  | Devin Lahardi Fitriawan Vita Marissa | 17-15, 15-6  |

## Referenzen
- badminton.de
- https://bwf.tournamentsoftware.com/sport/tournament?id=32F023B7-FEA6-4516-8811-51C7398CE4F8